# Château de Trémohar
Le château de Trémohar est situé sur la commune de Berric, dans le département du Morbihan.

## Historique

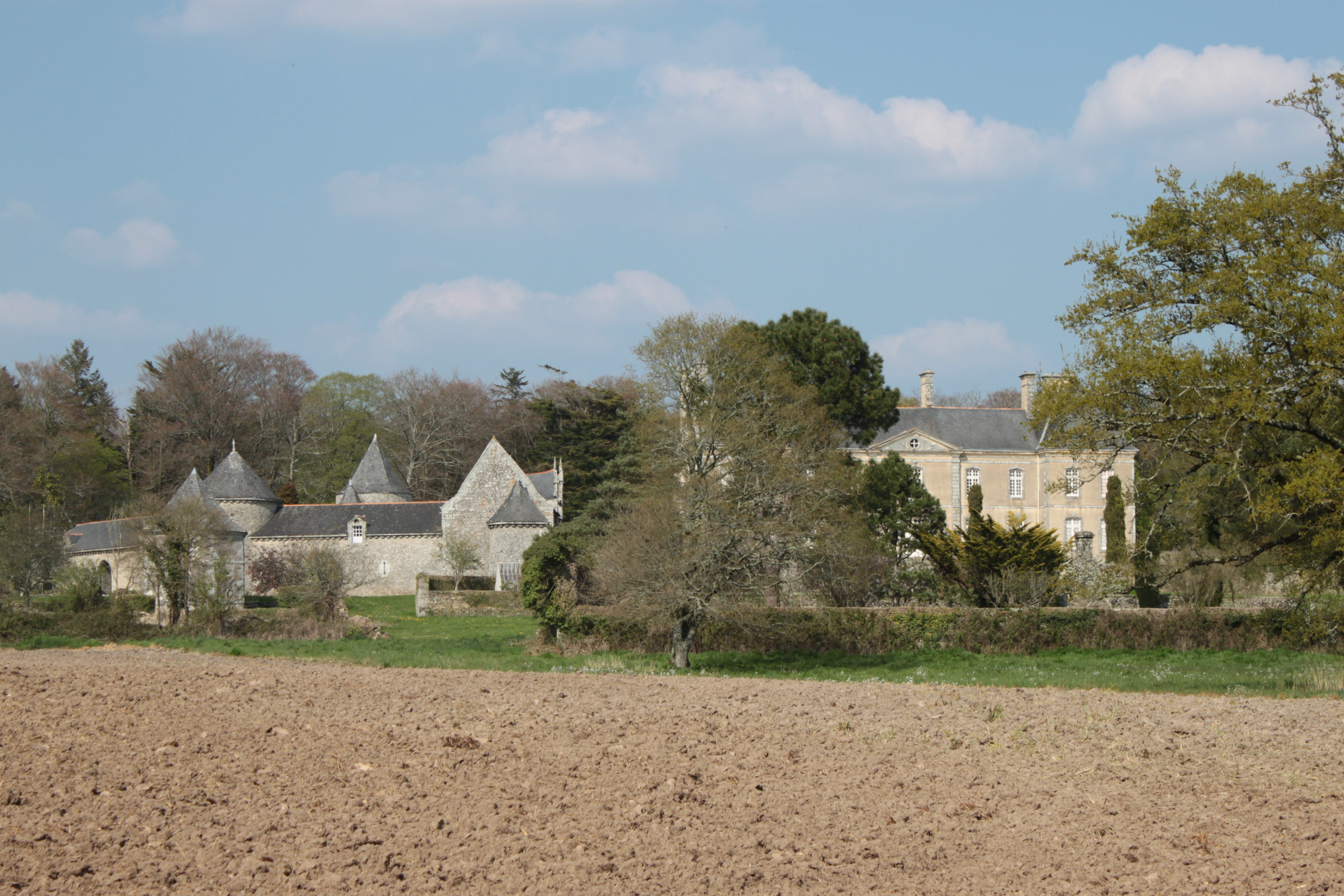
Vu de la route.

Des Berric, connus dès le XIIIe siècle et qui semblent le tenir des moines de l'abbaye de Prières, le fief passe aux Quifistre par mariage en 1390. La demeure féodale, remise quelques années plus tôt au goût du jour par un Quifistre abbé commendataire de Rhuys, est détruite pendant les guerres de la Ligue, en 1593. Le marquis Jean-François de Quifistre de Bavalan fait reconstruire vers 1750 le château de ses ancêtres, tout en conservant des éléments de l'enceinte fortifiée de l'ancien château et des communs du début du XVIIe siècle. Le marquis émigre à Jersey où il meurt en 1792, ses domaines du Morbihan étant vendus comme bien national. Son fils rachète le château à son retour et sera maire de Vannes sous la Restauration. La dernière des Quifistre de Bazlavan épouse le comte Joseph Le Gouvello du Timat, issu de l'une des branches de la famille de Gouvello. Leurs héritiers cèdent la propriété à M. Francès en 1977, qui la revend en 1984 à M. Louis Blériot, petit-fils du célèbre aviateur. Depuis 2020 Trémohar est propriété de la famille Breesé. 
« Trémohar », qui signifie « grand passage » en breton, est bâti sur une petite éminence dominant la route Theix-Questembert (D7), depuis laquelle il est visible extérieurement. 
Le monument, qui conserve de beaux appartements de style Louis XV, fait l’objet d’une inscription au titre des monuments historiques depuis le 1er août 1960. D'ordonnance classique, le château présente un double visage, avec des combles percées de belles lucarnes au nord. La chapelle domestique a disparu.
Le château de Trémohar renfermait l'un des plus importants chartriers du Vannetais, conservé aujourd'hui aux Archives départementales du Morbihan, qui en ont fait l'acquisition en 1974 et 1977.